# Чемпионат Украины по мини-футболу 1994/1995
Чемпионат Украины по мини-футболу 1994/95 года прошёл с участием 14 команд и завершился победой днепропетровского «Механизатора».

## Ход турнира
Чемпионат проводился по круговой системе и состоял из двух кругов. Первый матч состоялся 1 октября 1994 года, последний — 22 апреля 1995 года.
Чемпионом страны стал днепропетровский «Механизатор» под руководством тренера Геннадия Шура; второе и третье места у красногоровского «Горняка» и запорожской «Надежды». «Механизатор» набрал в 26 играх 47 очков, потеряв очки лишь четыре раза (три ничьих и одно поражение). Звание чемпионов страны завоевали Александр Косенко, Александр Москалюк, Юрий Миргородский, Сергей Федоренко, Владимир Елизаров, Олег Солодовник, Дмитрий Сухих, Олег Черевко, Игорь Лищук и Сергей Мамонов.
Лучшим бомбардиром турнира стал игрок «Горняка» Игорь Москвичёв, забивший 60 мячей. Лучший бомбардир предыдущего розыгрыша — Виктор Бакум из «Авангарда» (Жёлтые Воды) — стал вторым, забив на пять мячей меньше.

## Турнирная таблица
| #  | Клуб                           | И  | В  | Н | П  | Мячи    | Очки |
| -- | ------------------------------ | -- | -- | - | -- | ------- | ---- |
| 1  | «Механизатор» (Днепропетровск) | 26 | 22 | 3 | 1  | 156-65  | 47   |
| 2  | «Горняк» (Красногоровка)       | 26 | 22 | 0 | 4  | 147-97  | 44   |
| 3  | «Надежда» (Запорожье)          | 26 | 17 | 3 | 6  | 131-76  | 37   |
| 4  | «Случ» (Ровно)                 | 26 | 14 | 5 | 7  | 83-80   | 33   |
| 5  | «Донбасс» (Донецк)             | 26 | 13 | 3 | 10 | 101-98  | 29   |
| 6  | «Рита» (Харьков)               | 26 | 11 | 4 | 11 | 118-88  | 26   |
| 7  | «Кий-Слид» (Киев)              | 26 | 11 | 3 | 12 | 98-102  | 25   |
| 8  | «Водеяр» (Кременчуг)           | 26 | 10 | 3 | 13 | 109-121 | 23   |
| 9  | «Локомотив» (Одесса)           | 26 | 9  | 4 | 13 | 105-122 | 22   |
| 10 | «КрАЗ» (Кременчуг)             | 26 | 9  | 3 | 14 | 121-141 | 21   |
| 11 | «Нике» (Днепропетровск)        | 26 | 9  | 2 | 15 | 90-106  | 20   |
| 12 | «Авангард» (Жёлтые Воды)       | 26 | 8  | 2 | 16 | 127-155 | 18   |
| 13 | «Украина» (Львов)              | 26 | 7  | 1 | 18 | 93-124  | 15   |
| 14 | «Славутич» (Славута)           | 26 | 1  | 2 | 23 | 73-177  | 4    |

## Первая лига
Победителем первой лиги стал одесский «Эвербак». Команда дебютировала в первой лиге в 1994 году и сразу заняла первое место. Однако по окончании сезона команда распалась. Часть её игроков, включая известного украинского футзалиста Олега Безуглого, перешли в другой одесский клуб — «Одессу-Норд», со следующего сезона переименованную в «Локомотив» (Одесса).